# Château de La Saulaie
Le château de La Saulaie est un château situé à Candé, commune française de Maine-et-Loire. Le château se trouve à l'écart de la ville, sur l'ancienne frontière entre les duchés d'Anjou et de Bretagne. Située du côté angevin, La Saulaie est mentionnée à partir de la fin du Moyen Âge. C'est alors un château-fort. Assiégé pendant les Guerres de religion, il connaît des réaménagements aux XVIIe et XVIIIe siècles. Le château a reçu son aspect actuel après d'importants travaux à la fin du XIXe siècle

## Localisation
Le château se trouve en limite sud de la ville, près de la limite communale de Freigné. Il est accessible par la route d'Ingrandes et il jouxte le parc de l'hôtel de ville et la piscine.
La Saulaie a autrefois fait partie de la paroisse puis la commune de Freigné, tout comme le quartier voisin de Beaulieu. Le château a été rattaché à Candé en 1955, date à laquelle la surface communale a été largement étendue sur Freigné, Angrie et La Cornuaille. Sous l'Ancien régime, le domaine de la Saulaie était dans la mouvance du château de Bourmont.

## Description
Le château de La Saulaie est construit sur un terre-plein carré entouré de douves. Ce terre-plein témoigne de l'ancien château-fort, et à l'origine, trois côtés du carré étaient fermés par des bâtiments. Depuis le XIXe siècle, seul le côté nord est construit. Des tours médiévales occupent encore les coins sud-ouest et nord-ouest. La tour sud-est a été remplacée par la chapelle. En dehors des deux tours, du logis et de la chapelle, le terre-plein ne comprend plus aucun autre bâtiment.
Les deux tours sont rondes et ont un toit conique. La chapelle, d'allure simple, date du XVIIIe siècle. Le logis comprend un niveau en soubassement, un étage carré et un étage de comble. L'accès à l'étage carré depuis la cour se fait par un escalier en fer à cheval. Les travées sont régulières et marquées par des lucarnes de toit. Le logis comprend plusieurs éléments d'époques différentes. La partie orientale, organisée autour de l'escalier, date du XVIIe siècle. La partie occidentale a été construite en 1883 en reprenant l'organisation architecturale de la partie plus ancienne. Un pavillon achevé en 1906 relie cette extension à la tour nord-est.
Le domaine du château comprend des dépendances de la fin du XIXe siècle ainsi qu'un moulin, le moulin de la Saulaie. Inscrit au titre des monuments historiques en 1975, il date du XVIIIe siècle.

## Historique

### Le château fort
Le château de La Saulaie est mentionné pour la première fois au XVe siècle, sous le nom de « La Saullaye ». Il appartient alors à la famille de La Saulaye, dont les plus anciennes traces écrites datent du XIVe siècle. Cette famille disparaît pendant la deuxième moitié du XVe siècle, à la mort d'Anne de La Saulaye, dernière du nom. Celle-ci avait épousé Jehan de Guignen, avec qui elle avait eu une fille, Marie, puis, une fois veuve, s'était remariée avec Simon du Pré. Ce dernier avait eu un fils d'un précédent mariage, Jehan, qui épousa Marie de Guignen. Marie de Guignen meurt en 1504 ou 1505, laissant deux filles. L'aînée, Jehanne, hérite du château et ses terres et se marie avec Julien Simon avant 1515. La famille Simon conserve la Saulaie pendant un siècle. L'édifice avait alors l'aspect d'un château fort carré, à quatre tours d'angle, et entouré de douves. Seul le côté oriental était ouvert, les autres comportaient des bâtiments. 
Claude Simon, petit-fils de Julien et Jehanne Simon, a marqué l'histoire locale puisqu'il s'est illustré lors des Guerres de religion. Membre de la Ligue catholique opposée aux Protestants et à Henri IV, il est nommé gouverneur du château de Saint-Mars-la-Jaille en 1591. La Saulaie est assiégée la même année et les troupes royales font tomber la place en faisant exploser la poudrière, située dans la tour sud-est. Le siège de Saint-Mars, en 1594, se solde aussi par une victoire royale. Claude Simon se rallie au roi avant de mourir en 1597.

### Modernisations auxXVIIeetXVIIIesiècles
Claude Simon n'a laissé qu'une fille, Renée, qui épouse François de l'Esperonnière en 1612. La Saulaie devient dès lors propriété de la famille de l'Esperonnière. Le fils de François et Renée, Antoine de l'Esperonnière, est fait marquis et lieutenant dans la vènerie du roi Louis XIV et passe la plupart de son temps à la Cour. Il entreprend toutefois des travaux au château, comme l'agrandissement des douves et la réfection des fortifications. 
Au cours des Guerres de religion, de nombreuses places fortes du pays, dont La Saulaie, avaient servi aux forces rebelles, et un édit de 1626 avait ordonné la destruction de toutes les forteresses inutiles à la défense des frontières. Le droit de rénover des fortifications était donc rarement accordé. Les travaux permettent de relever la tour détruite pendant le siège de 1591. Une chapelle y est installée et consacrée en 1654. Elle est dédiée à Notre-Dame de la Conception. L'année suivante, le portail et le pont-levis sont reconstruits. Le fils d'Antoine, François, est officier à la vènerie du roi et il vit aussi à la Cour. À la fin de sa vie, il revient toutefois à la Saulaie et fait reconstruire le logis dans le style de François Mansart. Il fait également détruire la tour sud-est en 1720 et la remplace par une vraie chapelle.

### Depuis 1789
Pendant la Révolution française, le château est inhabité car la famille vit à Rennes. Le mobilier avait d'ailleurs été vendu en 1785. L'édifice ne connaît pas de destructions. En 1793, vingt Chouans sont exécutés au moulin de la Saulaie qui fait partie du domaine. Le seigneur d'alors, Antoine-Marie-Jacques de l'Esperonnière, est mineur. Il passe les années de la Terreur à Rennes puis vient épisodiquement à la Saulaie après la Révolution. Maire de Freigné de 1815 à 1830, il effectue quelques aménagements dans le parc et détruit notamment la métairie qui jouxtait le château depuis le XVe siècle au moins. Son petit-fils, René-Marie-Antoine, devient propriétaire du château en 1875 et poursuit sa modernisation. 
À l'époque, l'édifice a encore un aspect très médiéval et la plupart des éléments sont très délabrés. René-Marie-Antoine fait raser les bâtiments occupant les côtés sud et ouest et le logis est amputé de sa partie gauche. Elle est remplacée par une nouvelle extension en 1883. Elle est l'œuvre de l'architecte Auguste-Adolphe-Eugène Beignet. Le parc a été dessiné en 1877-1878 par Eugène Bühler. les communs datent de 1880, et la serre, l'orangerie et les deux pavillons d'entrée du parc ont été construits à la même époque. Le château obtient son apparence actuelle en 1906, avec la construction du pavillon occidental du logis.
L'édifice est inscrit au titre des monuments historiques en 2008.